# Der Herr der Ringe: Die zwei Türme (Film)
Der Herr der Ringe: Die zwei Türme ist ein neuseeländisch-US-amerikanischer Fantasyfilm und der zweite Teil von Peter Jacksons Filmtrilogie, basierend auf dem Roman Der Herr der Ringe von J.R.R. Tolkien. Mit einem Einspielergebnis von insgesamt 947,8 Millionen US-Dollar entwickelte er sich zum finanziell erfolgreichsten Film des Kinojahres 2002 und erhielt bei der Oscarverleihung 2003 insgesamt sechs Nominierungen (darunter als bester Film), wovon er in zwei gewinnen konnte.

## Handlung
Der Film beginnt mit einer Rückblende auf den Kampf zwischen Gandalf und dem Balrog auf der Brücke von Khazad-dûm. Dabei stürzen beide in die Tiefe auf einen unterirdischen See zu. Bevor beide auf der Oberfläche auftreffen, endet die Rückblende und stellt sich als Alptraum Frodos heraus, der mit Sam durch die Emyn Muil wandert.
Die beiden werden zu dieser Zeit von Gollum verfolgt, was Frodo jedoch weiß. Als dieser sie Nachts überfallen will, sind sie jedoch darauf vorbereitet und nehmen ihn gefangen. Frodo hat Mitleid mit ihm und glaubt, Gollum könne sie an ihr Ziel nach Mordor führen. Sam hingegen ist von diesem Vorschlag wenig begeistert und beobachtet Gollum wachsam und misstrauisch. Nach einiger Zeit kann Sam seine Abneigung gegenüber Gollum kaum noch verbergen, während Frodo zunehmend Verständnis für ihn aufbringt, da er als Ringträger die Situation Gollums, der den Ring lange Zeit besaß, nachempfinden kann. Sie steigen schließlich aus den Hügeln hinab zu den Totensümpfen – dem Schlachtort des letzten Bündnisses am Ende des Zweiten Zeitalters. Dort gerät Frodo in den Bann der Sümpfe, stürzt hinein und sieht dort die Geister der Toten, die den Sumpf heimsuchen. Bevor er jedoch von ihnen in die Tiefe gezogen werden kann, wird er, zu seiner Überraschung, von Gollum gerettet. Nachdem sie außerdem vor einem Nazgúl fliehen konnten, die sich nun auf geflügelten Echsenwesen fortbewegen, gelangen sie schließlich ans Schwarze Tor. Dort müssen sie jedoch erkennen, dass sie es nicht ungesehen passieren können und werden von Gollum, der ihnen von einem geheimen, dunklen Weg erzählt, am Versuch gehindert. Daher entscheiden sie sich für den bislang ihnen unbekannten Weg über Ithilien, Minas Morgul und Cirith Ungol.
Den Hobbits Merry und Pippin gelingt es inzwischen, sich in den Wirren einer Auseinandersetzung unter verschiedenen Orkstämmen in Rohan, wobei diese auch noch von Éomer und seinen Reitern angegriffen werden, aus der Gewalt der Uruk-hai zu befreien. Bei ihrer Flucht geraten sie in den Fangorn-Wald und treffen dort auf einen Ent (Baumhirten) namens Baumbart, den ältesten der Ents, der sie zunächst für kleine Orks hält. Auch nach den Berichten der Hobbits, die vom zunächst nicht zu erkennenden weißen Zauberer identifiziert werden, ruft Baumbart ein Treffen aller Ents, ein „Entthing“ (vgl. das germanische Thing), zusammen. Die Ents lassen sich – nach Hobbitsicht, die als „hastig“ angesehen wird – sehr viel Zeit für ihre Beratungen und so werden Merry und Pippin zunehmend ungeduldig. Nach geraumer Zeit beschließen die Ents, sich aus der Sache herauszuhalten. Das können die Hobbits nicht verstehen, müssen es jedoch akzeptieren und bitten Baumbart, sie in den Süden des Fangorn zu bringen, um den Heimweg antreten zu können. Auf diesem Weg gelangen sie an den Rand von Isengart, wo Baumbart das Ausmaß der Verwüstung durch Saruman erkennt, der einen großen Teil des Waldes abholzen ließ, um seine Schmelzöfen zu beheizen. Dies erzürnt Baumbart so sehr, dass sein Fluch die anderen Ents herbeiruft und sie nun doch gegen Saruman in den Kampf ziehen.
Aragorn, der Zwerg Gimli und der Elb Legolas verfolgen die Spur von Merry und Pippin, um sie aus der Gefangenschaft der Uruk-hai und Mordor-Orks unter Grischnákh zu befreien. Als sie nach Rohan kommen, treffen sie dort auf Éomer und erfahren, dass dessen Männer am Tag zuvor alle Orks getötet haben. Sie glauben zunächst, dass dabei auch Merry und Pippin umgekommen seien. Später finden sie jedoch Spuren, die belegen, dass die beiden Hobbits flüchten konnten. So gelangen die drei in den Fangorn-Wald. Hier treffen sie überraschend auf Gandalf, den sie für tot gehalten hatten und ihn daher zunächst für Saruman hielten. Dieser erscheint ihnen nun verändert als „Gandalf der Weiße“.
Éomer und seine Reiter finden an den Furten des Isen den tödlich verwundeten Théodred und bringen ihn nach Edoras. Dort erzählt Éomer Théoden, dem König von Rohan, dass Saruman, der Herr von Isengart, sie verraten habe. Der geschwächte König steht unter dem Einfluss von Gríma Schlangenzunge, der heimlich für Saruman arbeitet, der ihm eingibt, dass nicht Saruman, sondern Éomer den König täuschen möchte. Éomer bemerkt zudem, dass Gríma seiner Schwester Éowyn nachstellt. Um Éomer loszuwerden, bewirkt Gríma, dass dieser aus Rohan verbannt wird. Éomer muss, von Getreuen begleitet, das Land verlassen.
Nachdem Gandalf Aragorn, Legolas und Gimli berichtet hat, dass Merry und Pippin außer Gefahr sind, begeben sie sich nach Edoras, um mit Théoden zu sprechen. Gandalf gelingt es, Théoden vom Einfluss Sarumans zu befreien. Théoden gewinnt seine geistige und körperliche Kraft zurück und versucht Gríma Schlangenzunge zu töten, doch Aragorn hält ihn davon ab und so darf Gríma die Stadt verlassen, begibt sich nach Isengart und berät Saruman zu den Vorgängen in Rohan, deren wahrscheinlichem Agieren und potentieller Schwächen. Der wiedererwachte Théoden muss jedoch zunächst einen verstorbenen Sohn betrauern und unter einem der Hügelgräber, auf dem Simbelmyne wächst, zur letzten Ruhe betten lassen.
Saruman baut in der Zwischenzeit seine Macht aus und stellt ein großes Heer aus Uruk-hai und Wargreitern auf und auch Saurons Kriegsvorbereitungen nähern sich ihrem Abschluss.
König Théoden lässt Edoras, die Hauptstadt Rohans, evakuieren und die Bewohner in die Burg in Helms Klamm bringen, obwohl Gandalf zum Kampf rät. Gandalf befürchtet, dass auch (die Hornburg in) Helms Klamm einem Angriff durch Sarumans Truppen nicht dauerhaft standhalten kann. Deshalb verlässt er Edoras, um den verbannten Éomer und seine Reiter zur Hilfe zu holen. Er kündigt seine Rückkehr im Morgengrauen des fünften Tages nach seiner Abreise an. Unterwegs erfährt Éowyn, die Aragorn bewundert, dass dessen Herz Arwen gehört. Auf ihrer Wanderung werden sie von den Wargen aus Isengart angegriffen. Im Verlauf des Kampfes stürzt Aragorn über eine hohe Klippe in einen Fluss und wird für tot gehalten.
In Helms Klamm bereiten sich alle auf einen großen Angriff vor. Selbst Greise und Knaben werden bewaffnet. Dennoch hat man aufgrund der zahlenmäßigen Überlegenheit von Sarumans Heer kaum Hoffnung. Diese wächst jedoch, als Aragorn, der den Sturz in die Schlucht verletzt überlebt hat, unverhofft wieder auftaucht und dem König von der Stärke und dem derzeitigen Standort von Sarumans Armee berichtet. Auf Initiative von Galadriel, die Elrond mahnt, dass man die Menschen nicht im Stich lassen dürfe, kommt zudem eine Schar elbischer Bogenschützen unter der Führung von Haldir aus Lothlórien den Menschen zur Hilfe. Das „letzte Bündnis“ zwischen Elben und Menschen, das zum zeitweiligen Sturz Saurons führte, wird somit erneuert. Kurz darauf beziehen rund Zehntausend Orks und auch andere Wesen wie Trolle vor Helms Klamm Stellung. Mit einem ungewollt abgeschossenen Pfeil aus der Festung bricht der Ansturm los. Die Schlacht zieht sich über Stunden hin, bis die Angreifer durch eine Sprengung eine Bresche in die äußere Verteidigungsmauer schlagen können. Haldir wird erschlagen und die Verteidiger müssen sich in die eigentliche Hornburg zurückziehen. Die Angreifer dringen auch hier gegen die Tore vor. Während Théoden nunmehr alles verloren erscheint, sieht Aragorn auch wegen des herannahenden fünften Morgens seit der Abreise aus Edoras noch eine Möglichkeit: anstatt sich im Innern zu verschanzen, wird ein Ausfall beschlossen und gemeinsam mit König Théoden reitet er den feindlichen Truppen entgegen.
Die Schlacht um Helms Klamm scheint zu diesem Zeitpunkt fast verloren, als Gandalf mit der versprochenen Verstärkung am Ort des Kampfes eintrifft. Er hat Éomer und seine Reiter gefunden, die mit einem Sturmangriff von einem steilen Westhang auf Sarumans Heer herabreiten und die Uruk-hai in die Flucht schlagen. Die Reste des Heeres fliehen in den Fangornwald und werden dort von den Bäumen und Huorns vernichtet.
Währenddessen erstürmen die Ents Isengart und reißen alle Gebäude nieder, befreien den aufgestauten Fluss Isen und fluten Isengart sowie alle unterirdischen Kammern und Gänge. Den Orthanc, Turm und Sitz Sarumans im Zentrum Isengarts, können sie aber nicht aufbrechen.
Sam und Frodo werden unterdessen in Ithilien Zeuge eines Angriffs von Faramir und seinem Heer auf Truppen der Haradrim mit Olifanten, an dessen Rande gefangen genommen und in den geheimen Unterschlupf der Menschen aus Gondor am Wasserfall Henneth Ammûn geführt. Hier verhört Faramir die beiden Hobbits und Gollum, wobei letzterer von den Menschen geschlagen und getreten wird. Er ist durchaus versucht, den Ring an sich zu nehmen, beschließt aber, sie und den Ring nach Minas Tirith vor seinen Vater Denethor, den Truchseß von Gondor zu bringen, um mit der Waffe des Feindes das Kriegsglück zu wenden. Als Faramir auf einen Hilferuf hin mit seinen Leuten zuerst die angegriffenen Truppen in West-Osgiliath verstärken will, erfolgt ein Angriff der Ringgeister. Faramir erkennt daraufhin die Bosheit des Ringes und entscheidet, Frodo und Sam auf dem von Gollum vorgeschlagenen Weg weiterziehen zu lassen, warnt sie aber vor einem Bösen, das auf diesem Weg lauern soll. Unterwegs wird immer klarer, dass Gollums dunkle Seite nach Frodos „Verrat“ bei der Festnahme am Verbotenen Weiher wieder die Oberhand gewonnen hat und während er Frodo und Sam immer weiter in Richtung Mordors führt, entwickelt er einen Plan, um sie zu ermorden: Eine noch nicht genannte „Sie“ soll die beiden töten, damit er ungefährdet den Ring wiederbekommen kann.

## Entstehung
Peter Jackson arbeitete insgesamt fast sieben Jahre an dem gesamten, aus drei Teilen bestehenden Filmprojekt, davon etwa drei Jahre Dreharbeiten (inklusive Nachdrehs), von 1999 bis 2001. Er verfilmte hierbei alle drei Teile gleichzeitig.

### Filmmusik
Für die Musik in allen drei Teilen der Trilogie gewann Peter Jackson den Komponisten Howard Shore. Für den zweiten Teil der Trilogie schuf dieser einige neue Leitmotive. Insbesondere sein Rohan-Thema fand Anerkennung bei der Kritik. Den Titelsong Gollum’s Song schrieb Shore gemeinsam mit Philippa Boyens. Er wurde von der isländischen Sängerin Emilíana Torrini gesungen.
Das Soundtrack-Album erhielt mehrere Auszeichnungen, darunter einen Grammy für den Besten Original Score. Später erschien ein Complete Recordings Soundtrack, der die kompletten knapp 3 1/2 Stunden Musik des zweiten Teils enthält.

### Drehorte

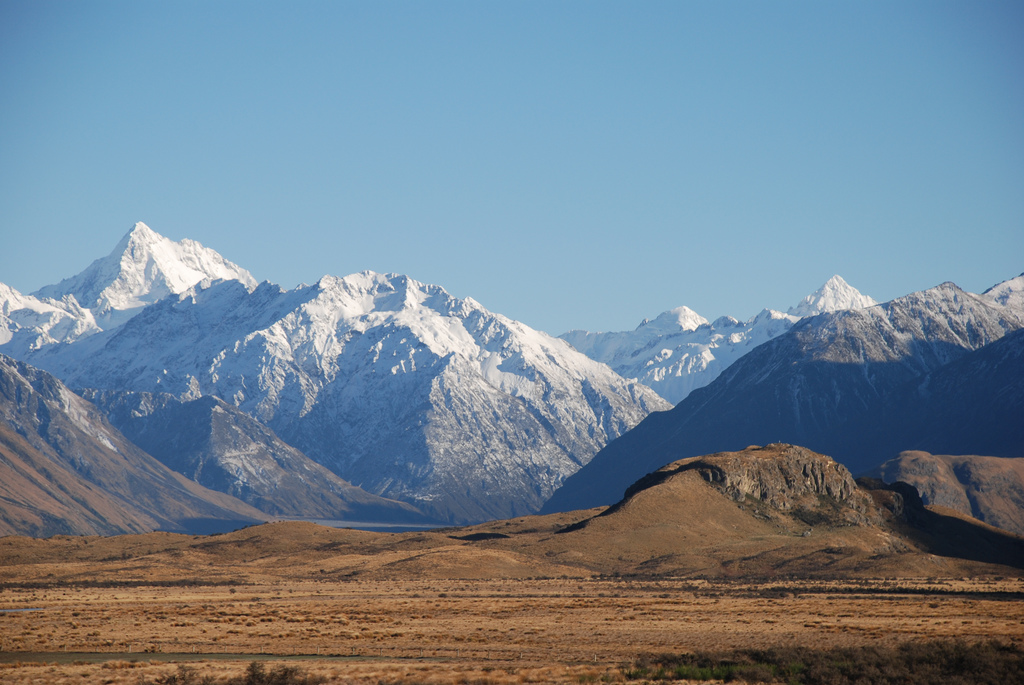
Mount Sunday und Umgebung im Rangitata-Tal.

- Auf dem Mount Sunday und in dessen Umgebung im oberen Rangitata-Tal wurden die meisten Außenszenen in Edoras und Rohan gefilmt.[4]
- Die Umgebung der Festung Helms Klamm befindet sich in der Nähe der Black Mountain Hut am Eingang zur Schlucht des Alma Streams, wenige Kilometer westlich des Mount Sunday.[4]
- Die Kampfszene in Ithilien zwischen den Kriegern von Gondor und den Haradrim wurde am Twelve Mile Delta in der Nähe von Queenstown (Neuseeland) gedreht.[5]
- Die Panorama-Aufnahmen von Isengart wurden ebenfalls in der Region Queenstown, genauer in der Nähe von Glenorchy gefilmt. Aufnahmen eines Modells von Sarumans Turm (Orthanc) wurden mittels Bluescreen-Technik einmontiert.[6]

## Kritiken
Die zwei Türme erhielt ein sehr gutes Presseecho, was sich auch in den Auswertungen US-amerikanischer Aggregatoren widerspiegelt. So erfasst Rotten Tomatoes fast ausschließlich wohlwollende Besprechungen und ordnet den Film dementsprechend als „Zertifiziert Frisch“ ein. Metacritic ermittelt aus den vorliegenden Bewertungen „Allgemeines Kritikerlob“. Es folgen einige repräsentative Pressestimmen:

„Dramaturgisch geschickt wird der heterogene Mittelteil des Buchepos für zahlreiche ruhige und poetische Momente genutzt, wobei sich in der digital animierten Figur Gollum reizvoll das zentrale Thema um Besessenheit, Verzicht, Treue, Verrat und Freundschaft bündelt. Ein packender Genrefilm, in dem sich Uneingeweihte freilich hoffnungslos verirren werden und der sich in seiner visuellen Wucht deutlich an ein (halbwegs) erwachsenes Publikum wendet.“

„Mehr Kampfszenen, mehr Handlungsstränge und mehr Tricktechnik machen Teil 2 zu einem visuellen Feuerwerk, das seinen opulenten Vorgänger sogar noch übertrifft.“

## Unterschiede zum Buch
- Das Buch erzählt die beiden Handlungsstränge um die Hobbits und Gollum und um die Gefährten um Gandalf nacheinander und lässt sich erst am Ende des dritten Buches wieder zusammenlaufen. In den Filmen wechseln dagegen die Szenerien regelmäßig und die Handlung verläuft die ganze Laufzeit über parallel.
- Als Gandalf und der Balrog während des Kampfes in Moria in die Tiefe und am Ende in den unterirdischen See stürzen, kommt der Balrog im Buch nun nicht mehr als Feuerdämon, sondern als „ein schleimiges Ungetüm“ wieder aus dem Wasser gestiegen. Dies wurde für den Film zwar in Betracht gezogen, letztlich aber nicht verwirklicht. Hier bleibt der Balrog bei seiner aus dem ersten Film bekannten Feuerform.
- Im Buch treffen Merry und Pippin erst nach der Zerstörung von Isengard auf den wiedergekehrten Gandalf. Im Film bringt Baumbart die Hobbits bei ihrer Begegnung in Fangorn zum "weißen Zauberer", um ihre Geschichte zu bestätigen und verspricht Gandalf dann, auf sie aufzupassen.
- Im Buch empfiehlt Gandalf Helms Klamm als Rückzugsort für das Volk von Rohan, da die Festungsmauern der Trutzburg besseren Schutz vor dem kommenden Angriff von Sarumans Armee bieten. Im Film hält er es für eine schlechte Entscheidung Théodens, da aus der Schlucht kein Weg hinausführe und die Rohirrim dort in der Falle säßen.
- Schlangenzunge wird im Buch besser behandelt. Ihm wird zum Beispiel vorgeschlagen, mit dem König zu reiten. Im Film dagegen will Theoden nach seiner Befreiung Schlangenzunge vor Wut erschlagen, wird aber im letzten Moment von Aragorn davon abgehalten.
- Théodens Behexung durch Saruman ist im Buch wesentlich subtiler dargestellt. Dort ist er weiterhin Herr seiner Sinne, die allerdings unbewusst von Saruman und Schlangenzunges Einflüsterungen beeinflusst werden und ihn folglich als alters- und entscheidungsschwachen Herrscher dastehen ließen. Im Film wird er dagegen, wohl aus dramaturgischen Gründen, sowohl geistig als auch optisch als von Saruman besessen dargestellt und seine Heilung durch Gandalf kommt einem Exorzismus gleich, während er im Buch auf heilsame Weise auf den König einredet und so die finsteren und von Saruman beeinflussten Gedanken aus dessen Geist vertreibt.
- Die Bevölkerung Edoras’ wird im Buch unter der Führung Eowyns nach Dunharg (der Festung, in der sich das Heer von Rohan im Dritten Teil versammelt) evakuiert. Auch hier bittet Éowyn erfolglos, an der Seite Theodens zu kämpfen. Nach Helms Klamm ziehen sich nur die lokale Bevölkerung und die Streitkräfte unter dem Befehl des Hauptmanns Erkenbrand, der so im Film nicht vorkommt, zurück.
- Der Wargangriff kommt im Buch nicht vor, ebenso wie Aragorns Sturz von den Klippen.
- Arwen hat, wie schon im ersten Film, eine größere Rolle als im Buch, in dem sie kaum vorkommt. So gibt es immer wieder Rückblenden zu Gesprächen zwischen ihr und Aragorn sowie Dialoge zwischen ihr und ihrem Vater Elrond.
- Im Buch kommen keine Elben zur Unterstützung nach Helms Klamm.
- Im Film besteht die Armee aus Isengard ausschließlich aus Uruk-hai. Im Buch sind zusätzlich Dunländer, Wolfsreiter und niedere Orks bei dem Angriff auf Helms Klamm beteiligt.
- Éomer wird im Buch nicht verbannt, sondern nur eingesperrt und nach der Ankunft Gandalfs und der Heilung des Königs wieder befreit. Er wird außerdem noch vor dem Aufbruch nach Helms Klamm von König Theodén zum Thronfolger erklärt, da dessen Sohn Théodred (wie auch im Film) von Orks erschlagen wurde. Er kämpft anschließend auf dem Weg zur und in der Festung Helms Klamm selbst und kommandiert zusammen mit Aragorn die Truppen der Rohirrim, woraufhin sich eine tiefe Freundschaft zwischen beiden entwickelt.
- Während im Film Éomers Éored mit Gandalf Helms Klamm retten und Éomers erst hier wieder auf den König trifft, sind es im Buch Fußsoldaten aus der Westfold unter dem Kommando ihres Gouverneurs Erkenbrand, Gandalf und ein Wald von Huorns (die in der Special Extended Edition enthalten sind).
- Nach der Explosion des Klammwalls wird Gimli im Buch in die Höhlen getrieben und bläst nicht das Horn. Er trifft Aragorn und Legolas erst nach Ende der Schlacht wieder.
- Bevor Theodén im Buch Helms Horn blasen ließ und die Reiter von Rohann den Ausfall nach draußen machen, gibt es im Buch noch eine kurze Verhandlung zwischen Aragorn und den Orks, der sie warnt abzuziehen, da sie sonst alle vernichtet würden.
- Im Buch stellt Baumbart für die Dauer des Entthings den Hobbits den Ent Bregalad/Flinkbaum zur Seite, mit dem sie sich die Zeit bis zur Entscheidung vertreiben, im Film warten die Hobbits ungeduldig Tag und Nacht am Rand der Versammlung.
- Die Ents entscheiden im Buch während des Entthings, Isengart anzugreifen. Im Film entscheiden sie sich gegen ein Eingreifen und werden erst später umgestimmt, nachdem Baumbart das Ausmaß der Rodung seiner Wälder durch Sarumans Orks erkennt.
- Im Film gibt es eine Szene, in der Merry und Pippin den Enttrunk zu sich nehmen, dabei von den Wurzeln einer lebendigen Weide gefangen und anschließend von Baumbart, der beschwörend und tadelnd auf den Baum einredet, wieder befreit werden. Dies ist eine direkte Anspielung auf den Weidenmann im Alten Wald, in dem sich die Hobbits im ersten Buch verirren. Merry und Pippin werden dort von Tom Bombadil, der aus dem ersten Film gestrichen wurde, mit denselben Beschwörungen befreit, wie sie auch Baumbart spricht.
- Im Film werden Frodo, Sam und Gollum von Faramir nach Osgiliath gebracht. Im Buch werden sie vorher wieder freigelassen.
- Im Film kann sich Sméagol für eine kurze Zeit von seinem bösen Alter Ego Gollum befreien. Dieser gewinnt nach den Geschehnissen am Verbotenen Weiher jedoch wieder die Oberhand, da er Misshandlungen der Menschen als Verrat der Hobbits an ihm betrachtet. Erst daraufhin beschließt Gollum, Frodo und Sam in die Falle zu locken, damit er selbst den Ring wieder an sich nehmen kann. Im Buch war dies hingegen von Beginn an sein Plan, auch wenn er zwischenzeitlich eine latente Zuneigung zu Frodo entwickelte, da dieser ihn als einziger seit Jahrhunderten gut behandelt hatte.
- Mit „Boromirs Tod“, „Die Treppen von Cirith Ungol“, „Kankras Lauer“ und „Die Entscheidungen von Meister Samweis“, „Sarumans Stimme“ und „Der Palantír“ wurden sechs Kapitel der Romanvorlage in den ersten bzw. dritten Teil der Trilogie zugunsten einer sehr ausführlichen Beschreibung der Schlacht um Helms Klamm verlegt.

## Auszeichnungen
- Oscarverleihung 2003
  - Beste Visuelle Effekte – Jim Rygiel, Joe Letteri, Randall William Cook und Alex Funke
  - Bester Tonschnitt – Ethan Van der Ryn und Mike Hopkins
  - sowie Nominierungen
  - Bester Film – Barrie M. Osborne, Fran Walsh und Peter Jackson
  - Bestes Szenenbild – Grant Major, Dan Hennah und Alan Lee
  - Bester Schnitt – Michael Horton
  - Bester Ton – Christopher Boyes, Michael Semanick, Michael Hedges und Hammond Peek
- Golden Globes 2003
  - Nominierung in der Kategorie Bester Film – Drama – Barrie M. Osborne, Fran Walsh und Peter Jackson
  - Nominierung in der Kategorie Beste Regie – Peter Jackson
- British Academy Film Awards 2003
  - Publikumspreis
  - Bestes Kostümdesign – Ngila Dickson und Richard Taylor
  - Beste visuelle Effekte – Jim Rygiel, Joe Letteri, Randall William Cook und Alex Funke
  - sowie Nominierungen
  - Bester Film – Barrie M. Osborne, Fran Walsh und Peter Jackson
  - Beste Regie – Peter Jackson
  - Bestes Szenenbild – Grant Major, Dan Hennah und Alan Lee
  - Beste Maske – Peter Owen, Peter Swords King und Richard Taylor
  - Beste Kamera – Andrew Lesnie
  - Bester Schnitt – Michael Horton und Jabez Olssen
  - Bester Ton – Ethan Van der Ryn, David Farmer, Mike Hopkins, Hammond Peek, Christopher Boyes, Michael Semanick und Michael Hedges
  - BAFTA Childrens’ Award: Best Film
- Directors Guild of America Award
  - Nominierung in der Kategorie Beste Regie für Peter Jackson
- Screen Actors Guild Awards 2003
  - Nominierung in der Kategorie Bestes Schauspielensemble
- Broadcast Film Critics Association Awards 2003
  - Bester digitaler Schauspieler – Andy Serkis
  - sowie Nominierungen
  - Bester Film
  - Bester Komponist – Howard Shore
- Empire Awards 2003
  - Bester Film
  - sowie Nominierungen
  - Bester Regisseur – Peter Jackson
  - Bester Schauspieler – Viggo Mortensen
  - Beste Schauspielerin – Miranda Otto
  - Bester britischer Schauspieler – Ian McKellen
  - Bester britischer Schauspieler – Andy Serkis
- MTV Movie Awards 2003
  - Bester Film
  - Beste Action Sequenz – Schlacht um Helms Klamm
  - Bestes „On-Screen“-Team – Elijah Wood, Sean Astin & Gollum
  - Beste virtuelle Performance – Gollum
  - sowie Nominierungen
  - Bester männlicher Darsteller – Viggo Mortensen
- Grammy Awards 2004
  - Bestes komponiertes Soundtrackalbum für Film, Fernsehen oder visuelle Medien – Howard Shore
- Deutscher Preis für Synchron 2003
  - Herausragendes Synchrondrehbuch
- Bogey Award 2003
  - Bogey Award in Titan (10 Mio. Besucher in 100 Tagen in Deutschland)

## Veröffentlichungen

### Kinoauswertung
Die Europapremiere fand am 10. Dezember 2002 in Paris statt. Weltweit spielte der Film 925,3 Mio. US-Dollar an den Kinokassen ein. Damit steht er auf Platz 73 (Stand: 19. April 2025) der weltweit erfolgreichsten Filme aller Zeiten.

### Fernsehen
In Deutschland lief die Free-TV-Premiere am 16. April 2006 auf RTL. Den Film verfolgten insgesamt 4,63 Millionen Zuschauer bei einem Marktanteil von 16,9 Prozent. In der werberelevanten Zielgruppe lag der Marktanteil bei 27,3 Prozent durch 3,23 Millionen Zuschauer.

### Heimkino
Wie beim Vorgänger wurde die Kinofassung von Die zwei Türme im Herbst des Folgejahres nach der Premiere als DVD und VHS veröffentlicht. Kurz vor dem Kinostart von Die Rückkehr des Königs erschien im November 2003 eine Special Extended Edition sowohl auf DVD als auch auf VHS. Diese erweiterte Fassung des Films beinhaltet über 40 zusätzliche Filmminuten und erweitert mehrere Handlungselemente.
Mit Erscheinen des dritten Teils wurden verschiedene Trilogie-Editionen auf DVD veröffentlicht. Im Jahr 2010 erfolgte die Veröffentlichung der Kinofassung auf Blu-ray, sowohl einzeln wie in einer Trilogiebox. Die Special Extended Edition wurde erstmals 2012 auf Blu-ray und ausschließlich als Trilogie vertrieben. Im Dezember 2020 erschien Die zwei Türme, zusammen mit den anderen beiden Filmen der Trilogie, restauriert und mit einer 4K-Bildauflösung als Extended Edition auf Blu-ray.